# 이대
이대는 벼과에 속하는 다년생 식물로, 학명은 Pseudosasa japonica이다. 대나무와 비슷하며, 주로 관상용으로 심는다.

## 분포
한국에서는 중부 이남 해안지대에서 자란다.

## 특징
높이 2-5m, 지름 0.5-1.5cm이다. 줄기〔稈〕는 마디가 적고 마디 사이가 길다. 보통 위쪽 1개의 마디로부터 가지가 1개씩 나온다. 대나무의 껍질은 단단하고, 긴 털이 누운 형태로 빽빽이 나 있으며 까슬까슬하다. 잎은 바소꼴로 길이 25-35cm, 나비 약 3cm이며 끝은 차츰 길어져 뾰족하고 혁질이며 표면은 광택이 있다. 잎집의 윗가장자리에는 견모가 드물게 나지만 떨어지기 쉽다.

## 이용
담뱃대, 죽세공용으로 쓰인다.